# Formula lui Heron

Un triunghi de laturi a, b și c.

Triunghiul lui Heron

În geometrie, formula lui Heron, descoperită de Heron din Alexandria, este o expresie matematică prin care se poate calcula suprafața unui triunghi oarecare fiind date lungimile celor trei laturi.
Dacă ABC este un triunghi oarecare, cu laturile a, b și c, atunci suprafața sa este dată de formula:
unde {\displaystyle \scriptstyle p={\frac {(a+b+c)}{2}}} reprezintă semiperimetrul triunghiului dat.
Poate fi demonstrată trigonometric sau cu teorema lui Pitagora.
Poate fi extinsă în trigonometrie sferică. Extinderea a fost efectuată de Simon Antoine Jean L'Huilier.

## Demonstrații

### Demonstrația lui Heron
Demonstrația lui Heron se bazează pe cinci propoziții geometrice.

### Demonstrație algebrică utilizând teorema lui Pitagora

Triunghi în care înălțimea h segmentează baza c în d + (c − d)

Următoarea demonstrație este adaptată după Raifaizen.
Prin teorema lui Pitagora se poate scrie egalitatea {\displaystyle b^{2}=h^{2}+d^{2}} și {\displaystyle a^{2}=h^{2}+(c-d)^{2}} după figura din dreapta. Prin scădere rezultă {\displaystyle a^{2}-b^{2}=c^{2}-2cd.} Această egalitate permite exprimarea lui {\displaystyle d} in funcție de lungimea laturilor triunghiului :
{\displaystyle d={\frac {-a^{2}+b^{2}+c^{2}}{2c}}.}
Înălțimea triunghiului este {\displaystyle h^{2}=b^{2}-d^{2}.} Substituind {\displaystyle d} cu formula de mai sus și utilizând identitatea diferenței de pătrate se obține 
{\displaystyle {\begin{aligned}h^{2}&=b^{2}-\left({\frac {-a^{2}+b^{2}+c^{2}}{2c}}\right)^{2}\\&={\frac {(2bc-a^{2}+b^{2}+c^{2})(2bc+a^{2}-b^{2}-c^{2})}{4c^{2}}}\\&={\frac {{\big (}(b+c)^{2}-a^{2}{\big )}{\big (}a^{2}-(b-c)^{2}{\big )}}{4c^{2}}}\\&={\frac {(b+c-a)(b+c+a)(a+b-c)(a-b+c)}{4c^{2}}}\\&={\frac {2(s-a)\cdot 2s\cdot 2(s-c)\cdot 2(s-b)}{4c^{2}}}\\&={\frac {4s(s-a)(s-b)(s-c)}{c^{2}}}.\end{aligned}}}
Acest rezultat utilizat mai departe în expresia ariei unui triunghi pe baza unei înălțimi dă:
{\displaystyle {\begin{aligned}A&={\frac {ch}{2}}\\&={\sqrt {{\frac {c^{2}}{4}}\cdot {\frac {4s(s-a)(s-b)(s-c)}{c^{2}}}}}\\&={\sqrt {s(s-a)(s-b)(s-c)}}.\end{aligned}}}